# Actinote euris
Actinote euris är en fjärilsart som beskrevs av Jordan 1910. Actinote euris ingår i släktet Actinote och familjen praktfjärilar. Inga underarter finns listade i Catalogue of Life.